# Sokolec (Grande-Pologne)
Pour les articles homonymes, voir Sokolec.
Sokolec est une localité polonaise de la gmina de Szamocin, située dans le powiat de Chodzież en voïvodie de Grande-Pologne.